# Thüring Fricker

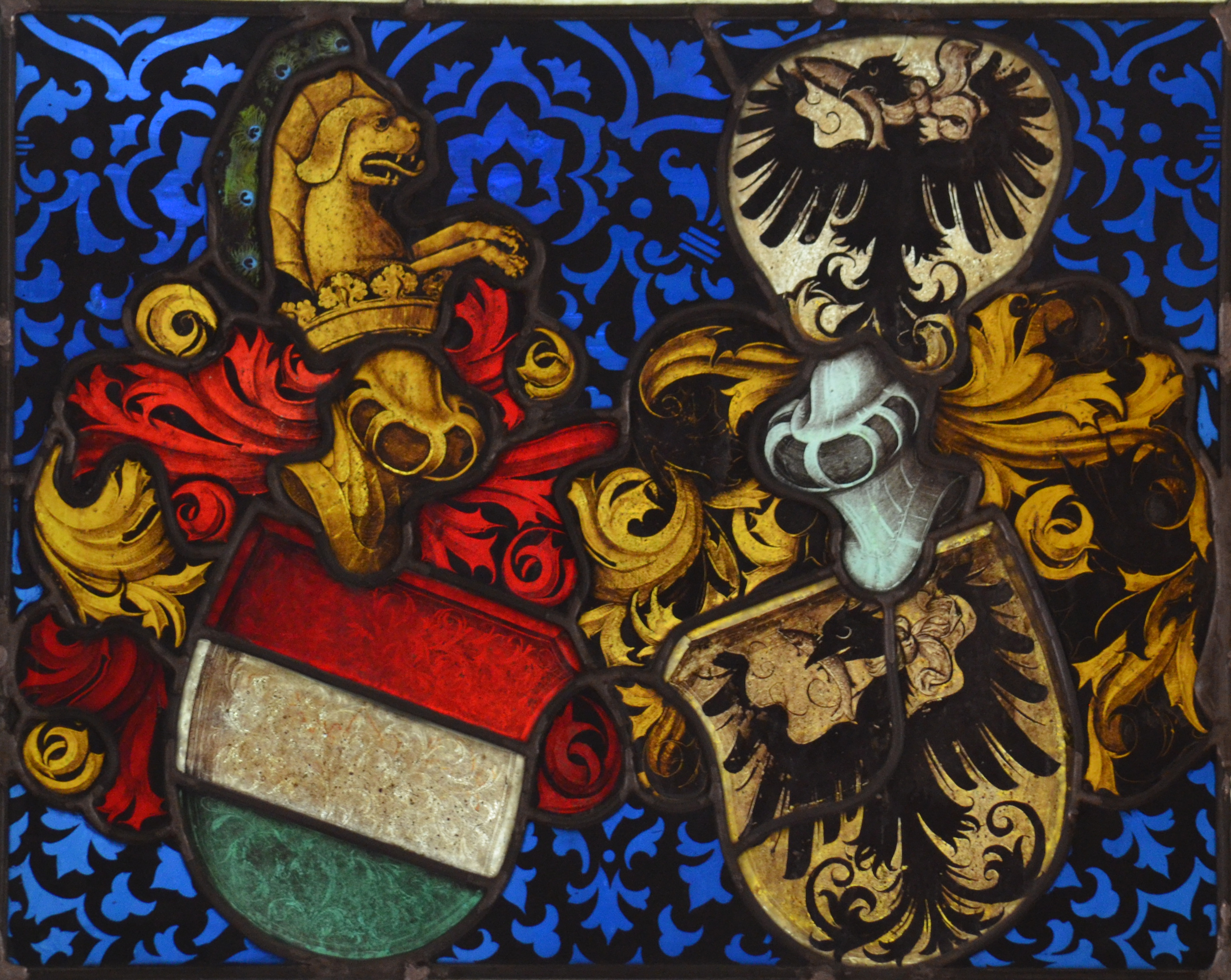
Allianzscheibe Thüring Fricker und Margaretha Schad in der Kirche Auenstein (um 1500)

Thüring Fricker (* um 1429 in Brugg; † 19. April 1519 in Brugg) war ein Schweizer Politiker.

## Leben
Er studierte an der Universität Heidelberg, der Universität Freiburg, der Universität Basel sowie an der Universität Pavia und erwarb in Heidelberg die Titel des Baccalaureus Artium (1458) und des Magister Artium (1460). 1473 wurde er auf Empfehlung der Stadt Bern in Pavia zum Doktor der Kanonischen Rechts promoviert. 1465 bis 1470 und 1471 bis 1492 wirkte er als Stadtschreiber in Bern und war 1492 bis 1512 sowie 1514 Mitglied im Kleinen Rat. Er war mindestens 86-mal Gesandter Berns an Tagsatzungen, stiftete eine Kapelle in der Kirche von Brugg (1504), ein Glasgemälde in der Kirche Auenstein sowie den Allerseelenaltar im Berner Münster (1505) mit dem Bild einer Geistermesse. Die Altarflügel befinden sich heute im Kunstmuseum Bern. Eine außereheliche Tochter von Thüring Fricker, Margaretha Fricker (auch Frickar oder Frikart), war die Mutter von Niklaus Manuel.
Ein Attika-Standbild Frickers steht an der Fassade des Hauptgebäudes der Berner Kantonalbank.